# 加济布尔县
加济布尔（Gazipur District）为孟加拉国达卡专区辖县，地处孟加拉国中部偏东。县境北与迈门辛县接壤，东与吉绍尔甘杰、诺尔辛迪县毗邻，南与纳拉扬甘杰、达卡县交界，西与坦盖尔县相连。全县年平均降雨量2,376毫米，平均气温12.7°C（最低）至36°C（最高）。县域总面积1,741.53公里²，总人口3,333,000人（2011）。全县共分置5乡（乌帕齐拉），下辖2自治市；行政机构驻加济布尔镇。